# Petru II Cercel
Petru II Cercel (littéralement, en roumain : Boucle d'Oreille) - né vers 1545, et mort noyé en avril 1590 - est prince de Valachie de 1583 à 1585. Son sobriquet est lié à la boucle d'oreille qu'il avait adoptée à la mode des Mignons de la cour française de Henri III.

## Biographie
Petru est le fils de Pătrașcu cel Bun, exilé d'abord à Rhodes, puis à Trébizonde, il noue des relations avec des Grecs, des Français et des Turcs. Il sillonne ensuite l'Europe : Vienne, Gênes, Rome où il est reçu en 1579 par le Pape et enfin Paris.
Il est le premier prince roumain à utiliser la politique française pour parvenir au trône. Il séjourne à la cour de France en 1580 et gagne la confiance de la régente Catherine de Médicis et de son fils le roi Henri III. Leur appui diplomatique auprès de la Sublime Porte et du Sultan turc lui permet d'obtenir le trône de Valachie en juillet 1583 contre la promesse du versement de 80,000 ducats dont 1/4 payé immédiatement.
Pour pouvoir faire face à son engagement Petru II doit instituer un nouvel impôt annuel de 1 mouton sur 10 à donner pour chaque paysan. Toutefois les sommes énormes payées par son compétiteur Mihnea II Turcitul annihilent l'influence française et il perd le trône le 16 avril 1585.
Petru Cercel s'enfuit en Transylvanie où il est interné. Échappé du château de Munkács où il était détenu, il se rend à Venise puis il réside ensuite à Constantinople. Minhea, qui craignait ses intrigues, réussit en payant 70 000 ducats au Sultan et 20 000 au Grand Vizir à le faire noyer en mer en avril 1590 lors d'une traversée entre Constantinople et Rhodes.
En 1586 Petru Cercel publie en italien à Venise un poèmeː « Hymne à Dieu » .

## Postérité
De ses relations avec des femmes inconnues, son secrétaire et conseiller italien Franco Sivori relève qu'en 1583 il avait eu trois fils de trois femmes différentes, il laisse plusieurs enfants dont : Dimitrie, Ioan, Radu Petru et
- Marcu Cercel, gouverneur titulaire de Moldavie en 1600 pour le compte de son oncle Mihai Viteazul.